# Кианлы (порт)
Кианлы (туркм. Gyýanly port nokady) — портовый пункт в Туркменистане. Расположен в вершине бухты Кианлы, вблизи одноимённого посёлка в Туркменбашийском этрапе Балканского велаята.
Портовый пункт относится к Туркменбашинскому порту.
Портовый пункт предназначен для вывоза поваренной соли. В 1976 году был построен причал Кулисоль (Гувлыдуз).

## Описание
В портовом пункте имеется 3 причала.
Один из причалов принимает малые и высокоскоростные пассажирские суда. Длина этого причала составляет 207 м, а ширина — 7 м. Этот причал способен одновременно принять до 4 судов.
Два других причала имеют длину 180 и 150 м, и ширину 20 м.
Длина судоходного канала портового пункта — 900 м, ширина — 150 м, а глубина — 8 м. Глубина поддерживается проведением дноуглубительных работ.